# Otvoreni radio
Otvoreni radio je privatna glazbena hrvatska radijska postaja koja emitira svoj program od 24. prosinca 1997. na državnoj razini. Njegovo sjedište nalazi se u Zagrebu, a prema koncesiji emitira program na nacionalnoj razini na području cijele Hrvatske. Svoj program Otvoreni radio također emitira i na području cijele Europe, Sjeverne Afrike te Bliskog istoka putem satelita Eutelsat 16A. Otvoreni radio svoj glazbeni program temelji uglavnom na stranoj glazbi.

## Početak emitiranja
Taktovi božićne pjesme "Last Christmas", odaslani u eter iz studija u Radničkoj cesti u Zagrebu, na Badnjak 1997.  označili su početak emitiranja Otvorenog radija. Od tog trenutka u hrvatskom eteru više ništa nije bilo kao do tada. Svakim danom Otvoreni radio je sve čvršće zauzimao mjesto najslušanije radijske postaje koja nudi kvalitetan, prepoznatljiv, glazbeni program. Takav program pronašao je svoju mnogobrojnu publiku, kako među mlađom populacijom tako i među slušateljima u najboljim godinama.  Glazbeni program Otvorenog radija je kombinacija različitih glazbenih stilova.
Danas Otvoreni radio ima glazbene kanale:
- Love
- Fitness
- Chill
- Hot
- Christmas (u vrijeme Božića)

## Vanjske poveznice
- Službene stranice Otvorenog radija (hrv.)

Napomena:Dio ovoga teksta je preuzet sa službenih stranica Otvorenog Radija, uz dozvolu autora teskta. Za dozvolu vidi ovdje preuzeto - 20. kolovoza 2009.